# Ковалі (Черкаський район)
Ковалі́ — село в Україні,у Черкаському районі Черкаської області, підпорядковане Бобрицькій сільській громаді.
Населення села становить 166 осіб, дворів — 128 (2009; 197 осіб в 2007).
В XIV столітті біля Ковалівського лісу, де знаходилося урочище Вергуни, існувало село Литвинець. Пізніше село було спалене, а місцеве населення, що лишилося живим, переселилося, заснувавши неподалік два невеличкі хуторки — Ковалі (в урочищі Мелешки) та Литвинець (в урочищі Поруба). Згідно із писемними джерелами у XVIII столітті село входило до складу Канівського староства.
Сьогодні в селі працюють фельдшерсько-акушерський пункт та сільський клуб.

## Населення

### Мова
Розподіл населення за рідною мовою за даними перепису 2001 року:
| Мова       | Кількість | Відсоток |
| ---------- | --------- | -------- |
| українська | 190       | 96.44%   |
| російська  | 7         | 3.56%    |
| Усього     | 197       | 100%     |